# かなざわ食マネジメント専門職大学の人物一覧
かなざわ食マネジメント専門職大学の人物一覧はかなざわ食マネジメント専門職大学に関係する人物の一覧記事。

## 著名な教職員
- 辻口博啓（フードサービスマネジメント学科講師） - パティシエ・ショコラティエ